# Chedima purpurea
Chedima purpurea is een spinnensoort uit de familie Palpimanidae. De soort komt voor in Marokko.